# STRASS
El Syndicat du travail sexuel (STRASS), traducido como Sindicato de Trabajadores Sexuales, es una asociación francesa que defiende los derechos de los trabajadores sexuales, principalmente prostitutas, pero también actores pornográficos y operadores de sexo telefónico. La asociación se constituyó el 20 de marzo de 2009 durante unas jornadas de divulgación e investigación en el Teatro del Odéon de París. Funciona como un sindicato autogestionado.

## Objetivos

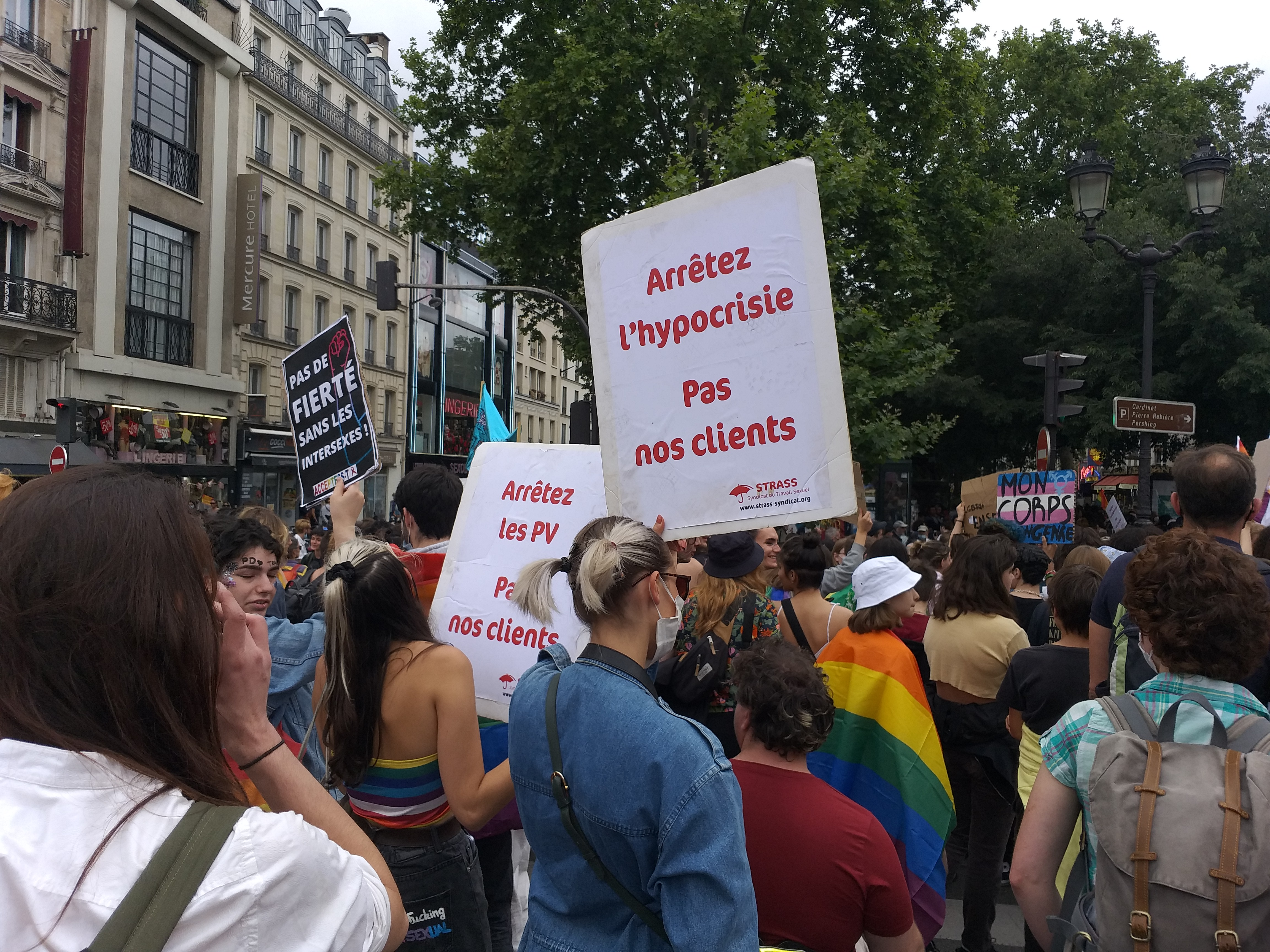
Manifestación de STRASS durante el Orgullo 2020 donde se manifestaron para pedir la derogación de la ley que penaliza a los clientes de la prostitución.

Según Malika Amaouche, miembro del colectivo Droits et prostitution, la principal prioridad inicial del sindicato era la derogación de la Ley de seguridad interna (2003), que prohibía el proxenetismo pasivo.
También tienen como objetivo luchar contra la discriminación y la marginación a la que se enfrentan los trabajadores sexuales, reivindicando su estatus profesional para garantizar su protección social y sus prestaciones. El sindicato también pretende que las trabajadoras sexuales puedan expresarse en el debate público sobre su actividad profesional, según su tesorera, Mistress Nikita.

### Criminalización de los clientes
STRASS se posicionó en contra del proyecto de ley que criminaliza a los clientes de las prostitutas y organizó una manifestación el 4 de diciembre de 2013, a la que asistieron unas 200 prostitutas. La secretaria general desde junio de 2011, Morgane Merteuil, había escrito de antemano: «Estamos a favor del sexo, a favor del porno, a favor de las putas y a favor de la libertad de llevar el velo», al tiempo que consideraba el proyecto de ley abyecto, antifeminista y el «Manifiesto de las 343 bastardas».
El 5 de junio de 2017, STRASS y otras ocho asociaciones (entre ellas Médicos del Mundo) y cinco trabajadoras sexuales presentaron una cuestión prioritaria de constitucionalidad (QPC) contra la ley destinada a penalizar a los clientes de la prostitución. Según su abogado, Patrice Spinosi: «Nuestro objetivo es demostrar que la ley que se suponía que debía proteger más eficazmente a las prostitutas no cumplió sus objetivos, sino que, por el contrario, es contraproducente». El caso fue inicialmente visto por el Consejo Constitucional, que trasladó el procedimiento al Consejo de Estado en noviembre de 2018. Sin embargo, el Consejo de Estado validó la constitucionalidad de la ley el 1 de febrero de 2019.

## Salud
En 2017, STRASS anuncia la creación de una mutua para prostitutas en colaboración con la Mutuelle de Prévoyance interprofessionnelle. Esta última declaró: «Nosotros, que defendemos los valores de la lucha contra la exclusión y el rechazo de la discriminación, estamos encantados».